# Mary Heath
Mary, Lady Heath, auch Sophie Eliott-Lynn (* 10. November 1896 als Sophie Catherine Theresa Mary Pierce-Evans in Knockaderry im County Limerick (Vereinigtes Königreich); † 9. Mai 1939 in London), war eine irische Flugpionierin und Sportlerin. Sie errang Medaillen bei Frauenolympiaden, erzielte im Sport und als Pilotin Weltrekorde und flog 1928 von Kapstadt nach London. Als Funktionärin setzte sie sich für die Leichtathletinnen und ihre Teilnahme bei internationalen Wettkämpfen ein.

## Leben

### Ausbildung
Sophie Pierce-Evans wuchs bei ihrem Großvater und zwei Tanten auf. Als sie ein Jahr alt war, prügelte ihr Vater ihre Mutter Teresa Dooling, die im Haushalt als Haushälterin arbeitete, zu Tode. Er wurde des Mordes für schuldig befunden und verbrachte den Rest seines Lebens in einer Anstalt. Sophie besuchte Schulen in Cork, Belfast und Dublin. Sie spielte Hockey und Tennis. Ihre Leidenschaft für den Sport wurde von ihren Tanten gefördert.
Pierce-Evans gehörte zu den wenigen Frauen, die 1914 am Royal College of Science (heute UCD) der National University of Ireland studierten. Sie machte einen Abschluss in Naturwissenschaften mit Schwerpunkt Landwirtschaft. Daneben spielte sie auch in der Hockeymannschaft des Colleges und schrieb Beiträge für die Studentenzeitung The Torch.

### Militärdienst und Sport
Im Jahr 1916 heiratete Pierce-Evans Major William Eliott-Lynn. Als er eine Malaria auskurierte, ließ sie sich vom Studium beurlauben und meldete sich zum Militärdienst im Ersten Weltkrieg. Als dispatch rider (Kradmelderin) beim Royal Flying Corps diente sie in England und Frankreich. Sophie Eliott-Lynn ließ sich dort von Sir John Lavery porträtieren. Im Jahr 1919 machte sie ihr Examen. Ihr Ehemann baute eine Farm in Ostafrika auf und „befahl“ ihr, eine bezahlte Anstellung zu finden. Sie arbeitete kurze Zeit als Dozentin für Tierkunde in Aberdeen, bevor sie nach London zog.
Eliott-Lynn wurde 1922 Mitbegründerin der Women’s Amateur Athletic Association (WAAA). Sie holte im April 1923 drei dritte Plätze bei der letzten von drei Frauenolympiaden in Monaco. Ihre Disziplinen waren Hochsprung (1,40 Meter), beidhändiger Speerwurf (das Mittel ihrer besten Würfe mit der linken und der rechten Hand lag bei 43,56 Meter) und Fünfkampf. Am 6. August 1923 stellte sie mit 4 feet 10 1⁄2 inch (1,485 Meter) den Hochsprungweltrekord von Elizabeth Stine (USA) ein. Zwölf Tage später bei den 1923er Meisterschaftskämpfen der WAAA wurde Eliott-Lynn in London erste britische Meisterin im beidhändigen Speerwurf. Beim Hürdenlauf über 120 Yards wurde sie Zweite, beim Kugelstoßen Dritte.
Bei den Frauen-Weltspielen errang Eliott-Lynn 1924 in London (Women’s International and British Games) Silber im Weitsprung und 1926 in Göteborg (II. Internationella kvinnliga idrottsspelen) einen vierten Platz im Speerwurf. Seit 1923 Vizepräsidentin des WAAA, war sie 1925 und 1926 Delegierte beim Internationalen Olympischen Komitee und beim IAAF, wo sie sich für die Teilnahme von Leichtathletinnen bei internationalen Wettkämpfen einsetzte.
Ihr 1925 erschienenes Buch Athletics for Girls and Women ist eines der ersten zu diesem Thema, das von einer Frau geschrieben wurde. Ihren Ehemann besuchte sie 1922/23 und 1924 für mehrere Monate in Ostafrika.

## Fliegerei

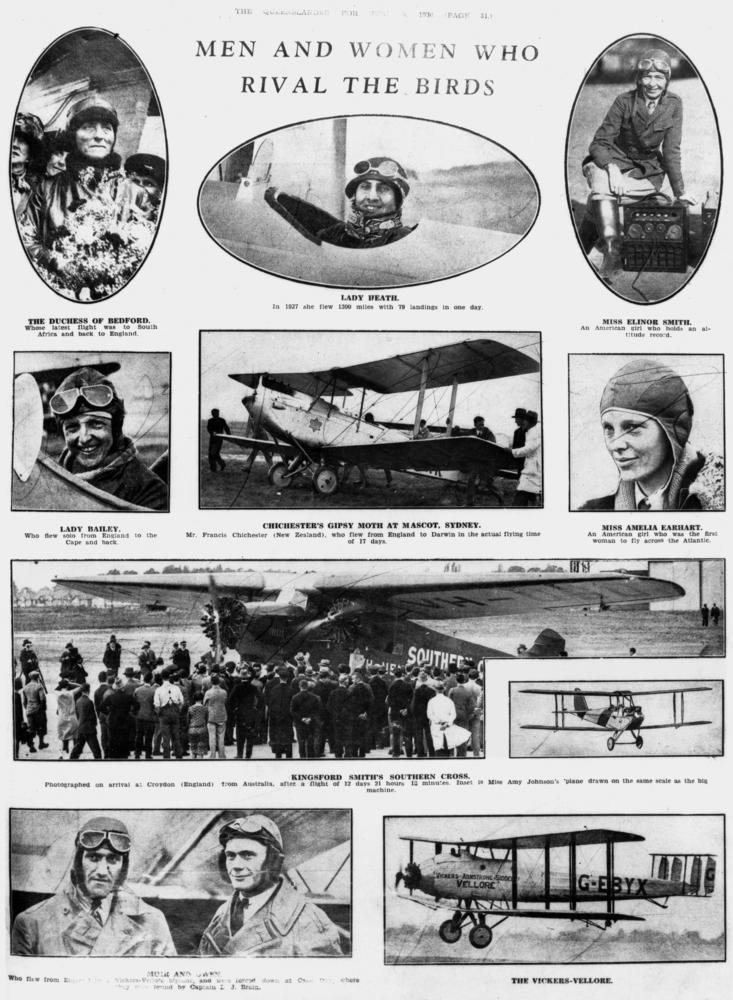
Foto von Mary Heath (oben Mitte, um 1928)

Finanziellen Schwierigkeiten zum Trotz wurde Eliott-Lynn im August 1925 Mitglied des London Aeroplane Club und machte am 4. November ihren Privatpilotenschein. Zwei Jahre danach erhielt sie als erste Frau die britische Berufspiloten-Lizenz und unternahm mit kleinen Maschinen und Wasserflugzeugen mehrere Weltrekordflüge. Mit einem Doppeldecker Avro Avian II unternahm sie im Juli 1927 einen England-Rundflug, bei dem sie in 21,5 Stunden etwa 2100 Kilometer zurücklegte und 79 Landungen absolvierte. Danach flog Elliott-Lynn 4800 Kilometer bis Breslau und zurück. Am 8. Oktober 1927 stellte sie mit 5852 Metern einen neuen Höhenrekord für leichte Flugzeuge mit Passagier auf, wegen Nebels musste sie dann den Flug abbrechen. Am 11. Oktober 1927 heiratete Elliott-Lynn Sir James Heath, 1. Baronet (1852–1942). Er war 45 Jahre älter als sie, durch eine Kohlengrube und eine Gießerei zu Wohlstand gekommen und hatte 1904 den erblichen Adelstitel Baronet, of Ashorne Hill in the County of Warwick, erhalten. Nur 18 Tage später konnte sie die Avian III “G-EBUG” registrieren. Als Gattin eines Baronet führte sie fortan den Höflichkeitstitel Lady Heath.
Kurze Zeit später brach das Ehepaar per Dampfschiff nach Kapstadt auf. Von dort startete Lady Heath am 12. Februar 1928 mit der „G-EBUG“ zu ihrer Süd-Nord-Überquerung Afrikas und landete am 18. Mai auf dem Croydon Airport. Statt geplanter drei Wochen hatte sie mehr als drei Monate für den 14.500 Kilometer langen Flug benötigt. Nach einem Hitzschlag hatte sie in Südrhodesien eine Bruchlandung gemacht. Trotzdem gelang ihr der erste Alleinflug in einem kleinen offenen Flugzeug auf dieser Strecke. Für diese Leistung wurde sie zum Fellow der Royal Geographical Society gewählt. Die amerikanische Flugpionierin Amelia Earhart flog „G-EBUG“ Probe und überquerte Nordamerika mit dieser Maschine im August 1928 bei ihrem ersten langen Alleinflug in beiden Richtungen.
Mary Heath flog im Juli 1928 einige Wochen als Copilotin bei der Fluggesellschaft KLM. Ihre Hoffnung, als zweite Flugkapitänin der Welt auf der Batavia-Route zu fliegen, blieb unerfüllt. Ebenso wurde sie zum Mitglied der Royal Aeronautical Society gewählt, durfte aber als Frau nicht an den Sitzungen teilnehmen. In den USA gehörte sie zu den ersten Frauen, die eine Ausbildung zur Flugzeugmechanikerin machten. Als Agentin für Cirrus-Flugmotore, mit Vorträgen, Langstreckenflügen und der Teilnahme an Flugrennen war Heath auf dem Höhepunkt ihres Ruhms. Als “Britain’s Lady Lindy” stand sie mit Charles Lindbergh (“Lucky Lindy”) und Amelia Earhart (“Lady Lindy”) auf einer Stufe. Vor den National Air Races kollidierte Heath am 29. August 1929 in Cleveland mit einem Schornstein. Bei dem Absturz in ein Fabrikdach erlitt sie schwere Verletzungen, von denen sie sich nie vollständig erholte, und lag mehrere Wochen im Koma.
Heath ließ ihre Ehe 1930 in Reno, Nevada wegen „Grausamkeit“ annullieren. Im November 1931 heiratete sie ihren dritten Ehemann G. A. Reginald „Jack“ Williams, einen aus Jamaika stammenden Reiter und Piloten. Mitte der 1930er Jahre leitete sie zeitweise die eigene Firma Dublin Air Ferries am Kildonan Flugfeld bei Dublin. Als Fluglehrerin bildete sie Piloten aus, die später für die Aer Lingus flogen.

## Tod
Am 9. Mai 1939 stürzte die vermutlich bewusstlose Mary Heath in einer double-decker-Straßenbahn von ihrem Sitz die Treppe hinunter und schlug mit dem Kopf auf das Steuerpult des Fahrers. Sie starb im St Leonard’s Hospital in Shoreditch, London. Als Ursache des Unfalls wurde bei der Obduktion ein altes Blutgerinnsel gefunden. Nach Zeitungsberichten wurde ihre Asche bei einem Flug über Surrey von ihrem Ehemann verstreut.

## Ehrungen
Die Irische Post gab 1998 eine Briefmarke heraus, die Lady Heath würdigte.
Als „Sophia Heath“ fand sie Eingang in die bildende Kunst des 20. Jahrhunderts. Die feministische Künstlerin Judy Chicago widmete ihr in ihrer Arbeit “The Dinner Party” eine der 999 goldenen Inschriften des “Heritage Floor”. Heath ist beispielsweise mit Amelia Earhart, Sophie Blanchard, Mutter und Tochter Curie dem Gedeck der Ärztin Elizabeth Blackwell zugeordnet.

## Werke und Aufsätze (Auswahl)
- Als Lady Heath mit Stella Wolfe Murray: Woman and Flying. J. Long, London 1929.
- Als Sophie Eliott-Lynn: Athletics for Girls and Women. 1925.
- Als Sophie Eliott-Lynn: Women’s participation in athletics. 1925. Ebenfalls in: Journal of Olympic History. (2005) Band 13, 14.
- Als Sophie C. Eliott-Lynn: The Zurich International Flying Meeting. In: Flight. 1. September 1927. S. 608–616.
- Als Mary Heath: Is Flying Safe? In: Scientific American. Juli 1929.